# 10e division blindée (États-Unis)
Pour les articles homonymes, voir 10e division.

Insigne de la 10e division blindée US.

La 10e division blindée de l'armée des États-Unis était une division blindée de l'armée des États-Unis pendant la Seconde Guerre mondiale. 

## Histoire
Elle est activée le 15 juillet 1942 et participe à la bataille des Ardennes (Siège de Bastogne), à la Campagne de Lorraine puis à la campagne d'Allemagne. Elle est dissoute le 13 octobre 1945.

### Sources
- (en) Cet article est partiellement ou en totalité issu de l’article de Wikipédia en anglais intitulé « 10th Armored Division (United States) » (voir la liste des auteurs).